# Изотова, Кира Владимировна
Ки́ра Влади́мировна Изо́това (20 мая 1931, Кронштадт — 20 августа 2013, Санкт-Петербург) — советская и российская певица (сопрано) и музыкальный педагог.

## Биография
Училась в Хоровом училище имени М. И. Глинки, затем в Ленинградской консерватории. Лауреат Всемирного фестиваля молодёжи и студентов в Варшаве (1955). Завоевала первые премии Международного конкурса имени Роберта Шумана (Берлин, 1956) и имени Эркеля (Будапешт, 1960). Записала ряд песен и романсов Франца Шуберта, Роберта Шумана, Клода Дебюсси, Франсиса Пуленка, Сергея Рахманинова (1974—1975, с пианистом Павлом Серебряковым). С 1962 преподавала в Ленинградской (Санкт-Петербургской) консерватории, профессор, до апреля 2012 года являлась заведующей кафедрой камерного пения. Среди её учеников — Елена Прокина.
К.В. Изотова являлась первой исполнительницей многих сочинений ленинградских авторов: А. Петрова, В. Пушкова, В. Салманова, С. Слонимского, Б. Тищенко. С 1961 года К.В. Изотова вела класс камерного пения вокального факультета консерватории. В 1991 году благодаря ее усилиям была основана первая и единственная в России кафедра камерного пения.
Заслуженная артистка РСФСР (1970), Заслуженный деятель искусств России (2006).